# Sebastian von Hoerner
Sebastian Rudolf Karl von Hoerner (* 15. April 1919 in Görlitz; † 7. Januar 2003 in Esslingen am Neckar) war ein deutscher Astrophysiker und Radioastronom.

## Familie
Hoerners Vater, der Maler Herbert von Hoerner (1884–1946), stammte aus Kurland, und zwar aus einer ursprünglich im Egerland (Böhmen) beheimateten Familie, die 1568 in den polnischen Adelsstand erhoben und 1620 in die Matrikel der Kurländischen Ritterschaft eingetragen worden war. Seine Mutter war die aus Breslau stammende Schriftstellerin Susanne Heintze (1890–1978).
Sebastian von Hoerner heiratete am 28. April 1942 in Görlitz Lisa Müller (* 22. November 1913 in Neusalz in Niederschlesien), die Tochter des Lehrers und Geschäftsmannes Fritz Müller und der Frieda Lange. Aus dieser Ehe stammte seine Tochter Hanna von Hoerner (1942–2014), die sich wie ihr Vater der Astrophysik widmete.

## Leben
Hoerner promovierte 1951 an der Universität Göttingen über Eine Methode zur Untersuchung der Turbulenz der interstellaren Materie in Physik. Mit seinem Doktorvater, Carl Friedrich von Weizsäcker, forschte er über die Entstehung von Sternen und Kugelsternhaufen. Diese Arbeiten und Studien über die Dynamik von Sternhaufen setzte er am Astronomischen Rechen-Institut in Heidelberg unter der Leitung von Walter Fricke fort. 1959 habilitierte er sich an der Universität Heidelberg mit einer Untersuchung über die zeitliche Rate der Sternentstehung. Er führte am Astronomischen Rechen-Institut die ersten direkten N-Körper-Simulationen von Sternhaufen durch, deren Ergebnisse er in zwei Artikeln von 1960 und 1963 publizierte.
Sebastian v. Hoerner zählt zu den Pionieren der SETI-Forschung und arbeitete viele Jahre am Green-Bank-Observatorium an der Analyse und technischen Optimierung von Radioteleskopen. Er beschrieb das Prinzip der homologen Verformung beim Entwurf großer Radioteleskope: Anstatt zu versuchen, Verformungen bei einer Lageänderung des Teleskops durch Versteifung zu vermeiden, nimmt man diese in Kauf und sorgt dafür, dass der Reflektor des Teleskops sich bei jeder Lage wieder in eine nutzbare Paraboloidform verformt. Er war Gastprofessor an Universitäten in den USA, Mexiko, Deutschland und in der Schweiz.
Er verstarb 2003 nach einem erneuten Herzinfarkt.

## Veröffentlichungen (Auswahl)
- The General Limits of Space Travel. In: Science. 6. Juli 1962.
- Sind wir allein? SETI und das Leben im All, 2003, ISBN 3-406-49431-5.
- Die numerische Integration des n-Körper-Problemes für Sternhaufen. I. In: Zeitschrift für Astrophysik. Band 50. Jahrgang, 1960, S. 184, bibcode:1960ZA.....50..184V.
- Die numerische Integration des n-Körper-Problemes für Sternhaufen. II. In: Zeitschrift für Astrophysik. Band 57. Jahrgang, 1963, S. 47, bibcode:1963ZA.....57...47V.
- The Search for Signals from Other Civilizations. Science 8. Dezember 1961, Vol. 134. no. 3493, S. 1839–1843 (bibcode:1961Sci...134.1839V).
- NRAO-Newsletter, Nr. 95, 2003, S. 3 f. (pdf online).
- Der wahre Wert von Seti. In: Leben im All. Spektrum der Wissenschaft Dossier 2002/3, Spektrum Verlag, Heidelberg 2002, ISBN 3-936278-14-8, S. 80–82 (spektrum.de (Memento vom 9. Oktober 2014 im Internet Archive)).